# Tarerach
Tarerach (catalansk: Tarerac) er en by og kommune i departementet Pyrénées-Orientales i Sydfrankrig.

## Geografi
Tarerach ligger i Fenouillèdes 40 km vest for Perpignan. Nærmeste byer er mod øst Montalba-le-Château (6 km) og mod syd Arboussols (9 km).

## Demografi

### Udvikling i folketal
| 1962                                                              | 1968 | 1975 | 1982 | 1990 | 1999 | 2007 | 2012 | 2017 |
| ----------------------------------------------------------------- | ---- | ---- | ---- | ---- | ---- | ---- | ---- | ---- |
| 74                                                                | 56   | 72   | 52   | 48   | 38   | 57   | 54   | 46   |
| Tal fra og med 1962 er uden dobbelttælling (sans doubles comptes) |      |      |      |      |      |      |      |      |